# Women's National Basketball Association 1997
La Women's National Basketball Association 1997 è stata la prima edizione della lega professionistica statunitense.
Vi partecipavano otto franchigie, divise in due conference. Le quattro migliori al termine della stagione regolare (28 partite totali) si sono affrontate in semifinale e le vincitrici nella finale play-off.
Il titolo è stato conquistato dalle Houston Comets, guidate dall'MVP e miglior marcatrice Cynthia Cooper.

## Squadre partecipanti
| Squadra           | Stagione | Città          | Palazzetto            |
| ----------------- | -------- | -------------- | --------------------- |
| Charlotte Sting   | dettagli | Charlotte      | Charlotte Coliseum    |
| Cleveland Rockers | dettagli | Cleveland      | Gund Arena            |
| Houston Comets    | dettagli | Houston        | Compaq Center         |
| L.A. Sparks       | dettagli | Los Angeles    | Great Western Forum   |
| N.Y. Liberty      | dettagli | New York       | Madison Square Garden |
| Phoenix Mercury   | dettagli | Phoenix        | America West Arena    |
| Sacramento Mon.s  | dettagli | Sacramento     | ARCO Arena            |
| Utah Starzz       | dettagli | Salt Lake City | Delta Center          |

## Stagione regolare

### Eastern Conference
|  |    | Classifica finale 1997 | Pt | G  | V  | P  | PtF | PtS |
|  | -- | ---------------------- | -- | -- | -- | -- | --- | --- |
|  | 1. | Houston Comets         | -  | 28 | 18 | 10 | -   | -   |
|  | 2. | New York Liberty       | -  | 28 | 17 | 11 | -   | -   |
|  | 3. | Charlotte Sting        | -  | 28 | 15 | 13 | -   | -   |
|  | 4. | Cleveland Rockers      | -  | 28 | 15 | 13 | -   | -   |

### Western Conference
|  |    | Classifica finale 1997 | Pt | G  | V  | P  | PtF | PtS |
|  | -- | ---------------------- | -- | -- | -- | -- | --- | --- |
|  | 1. | Phoenix Mercury        | -  | 28 | 16 | 12 | -   | -   |
|  | 2. | Los Angeles Sparks     | -  | 28 | 14 | 14 | -   | -   |
|  | 3. | Sacramento Monarchs    | -  | 28 | 10 | 18 | -   | -   |
|  | 4. | Utah Starzz            | -  | 28 | 7  | 21 | -   | -   |

## Play-off
|  | Semifinali | Semifinali      | Semifinali   |              |                | Finale         | Finale | Finale |  |
|  |            |                 |              |              |                |                |        |        |  |
|  | 1EC        | Houston Comets  | 70           |              |                |                |        |        |  |
|  | 1EC        | Houston Comets  | 70           |              |                |                |        |        |  |
|  | 3EC        | Charlotte Sting | 54           |              |                |                |        |        |  |
|  | 3EC        | Charlotte Sting | 54           |              | Houston Comets | Houston Comets | 65     |        |  |
|  |            |                 |              |              | Houston Comets | Houston Comets | 65     |        |  |
|  |            |                 | N.Y. Liberty | N.Y. Liberty | 51             |                |        |        |  |
|  | 1WC        | Phoenix Mercury | N.Y. Liberty | N.Y. Liberty | 51             | 41             |        |        |  |
|  | 1WC        | Phoenix Mercury |              |              |                |                |        |        |  |
|  | 2EC        | N.Y. Liberty    | 59           |              |                |                |        |        |  |

## Vincitore
| Campione WNBA 1997         |
| -------------------------- |
| Houston Comets (1º titolo) |

## Statistiche
| Categoria             | Giocatore           | Squadra            | Stat |
| --------------------- | ------------------- | ------------------ | ---- |
| Punti per gara        | Cynthia Cooper      | Houston Comets     | 22,2 |
| Rimbalzi per gara     | Lisa Leslie         | Los Angeles Sparks | 9,5  |
| Assist per gara       | Teresa Weatherspoon | New York Liberty   | 6,1  |
| Palle rubate per gara | Teresa Weatherspoon | New York Liberty   | 3,0  |
| Stoppate per gara     | Elena Baranova      | Utah Starzz        | 2,2  |
| FG%                   | Zheng Haixia        | Los Angeles Sparks | 61,8 |
| FT%                   | Bridget Pettis      | Phoenix Mercury    | 89,8 |
| 3FG%                  | Eva Němcová         | Cleveland Rockers  | 43,5 |

## Premi WNBA
- WNBA Most Valuable Player: Cynthia Cooper, Houston Comets
- WNBA Defensive Player of the Year: Teresa Weatherspoon, New York Liberty
- WNBA Coach of the Year: Van Chancellor, Houston Comets
- WNBA Finals Most Valuable Player: Cynthia Cooper, Houston Comets
- All-WNBA First Team:
  - Ruthie Bolton, Sacramento Monarchs
  - Cynthia Cooper, Houston Comets
  - Lisa Leslie, Los Angeles Sparks
  - Eva Němcová, Cleveland Rockers
  - Tina Thompson, Houston Comets
- All-WNBA Second Team:
  - Jennifer Gillom, Phoenix Mercury
  - Rebecca Lobo, New York Liberty
  - Wendy Palmer, Utah Starzz
  - Andrea Stinson, Charlotte Sting
  - Teresa Weatherspoon, New York Liberty